# Passer zarudnyi
Passer zarudnyi (лат.) — вид птиц семейства воробьиные. Назван в честь русского зоолога Николая Алексеевича Зарудного (1859—1919).

## Распространение
Обитают в Узбекистане, Туркменистане, ранее жили также в Иране.

## Классификация
Исторически вид считался подвидом пустынного воробья, обитающего в Африке. Однако у Passer zarudnyi имеется ряд отличий от пустынных воробьев, включая очень похожее оперение у взрослых самцов и самок, что позволяет предположить, что этот вид следует рассматривать в качестве отдельного и, возможно, африканские птицы не самые близкие его родственники.
МСОП, IOC World Bird List и Handbook of the Birds of the World Alive рассматривают Passer zarudnyi в качестве самостоятельного вида птиц.